# Karl Leisner
Karl Maria Leisner (Rees, Imperio alemán, 28 de noviembre de 1915 - Krailling, Alemania, 12 de agosto de 1945) fue un sacerdote católico alemán, perteneciente al Movimiento Apostólico de Schoenstatt. Fue internado en el campo de concentración de Dachau.

## Infancia y juventud
Nació en Rees el 28 de febrero de 1915. Leisner creció en la ciudad de Cléveris. Desde temprana edad sintió el llamado al sacerdocio.
En el año 1933, ingresa al seminario de Münster y se une Movimiento Apostólico de Schoenstatt.

## Padecimientos y muerte
Es ordenado diácono el 25 de marzo de 1939. Enferma de tuberculosis y es internado en un hospital en la ciudad de St. Blasien.
El 8 de noviembre de 1939, es detenido por la Gestapo a causa de un comentario hecho en relación con el atentado contra Hitler: cárcel en Friburgo. El 14 de diciembre de 1941 es enviado al campo de concentración de Dachau por "constituir una amenaza para la vida del Führer y por las razones de seguridad pública", en donde es sometido a trabajos forzados y torturado salvajemente por los soldados nazis.
Las duras condiciones de vida en el campo de concentración hicieron que empeorara la salud de Leisner. El 17 de diciembre de 1944, es ordenado sacerdote por el obispo Gabriel Piguet, recluso francés llegado como prisionero el 6 de septiembre de 1944. La primera y única misa realizada por el nuevo sacerdote se efectuará el 26 de diciembre de 1944.
Fue liberado el 4 de mayo de 1945.
Leisner murió de víctima de la tuberculosis en Múnich, el 12 de agosto de 1945, y fue beatificado por el Papa Juan Pablo II el 23 de junio de 1996, junto a más de 100 mártires de la Segunda Guerra Mundial.